# Tiburcio Carías Andino
Tiburcio Carías Andino, né le 5 mars 1876 à Tegucigalpa et mort le 23 décembre 1969 dans la même ville, est un homme d'État hondurien. Il est président de la République à deux reprises, du 27 au 30 avril 1924 et du 1er février 1933 au 1er janvier 1949. Sa femme est morte en 1958.